# Lino Spiteri
Lino Spiteri (ur. 21 września 1938 w Qormi, zm. 14 listopada 2014) – maltański polityk, działacz Partii Pracy, dwukrotnie minister finansów, pisarz.
Studiował na Oksfordzie, uzyskując dyplomy z nauk społecznych, politycznych i ekonomicznych. Pracował początkowo jako nauczyciel, potem urzędnik państwowy, w latach 60. jako dziennikarz. W latach 1968–1970 zatrudniony był w Izbie Handlowej Malty, a następnie przeszedł do Banku Centralnego Malty, gdzie od 1974 był szefem rady zarządzającej; doszedł do stanowiska zastępcy gubernatora Banku i przez jakiś czas pełnił obowiązki gubernatora. Reprezentował Maltę na rocznych spotkaniach Międzynarodowego Funduszu Walutowego.
W życie polityczne Malty zaangażował się już w 1957. Był m.in. sekretarzem generalnym młodzieżówki Partii Pracy, w 1959 wszedł w skład zarządu krajowego Partii, a w 1962 został po raz pierwszy wybrany do parlamentu. Utracił mandat w 1966, ponownie został wybrany w 1981 i był członkiem parlamentu nieprzerwanie do 1998. W latach 1981–1983 pełnił funkcję ministra finansów w gabinecie Doma Mintoffa, a następnie ministra handlu i planowania w rządzie Karmenu Mifsuda Bonniciego. Od 1987, po przejęciu władzy przez Partię Narodową, był głównym ekspertem opozycyjnej Partii Pracy ds. finansowych i ekonomicznych. W 1992 bez powodzenia ubiegał się o przywództwo partii. W 1996 powrócił na stanowisko ministra finansów w gabinecie Alfreda Santa, ale w marcu 1997 zrezygnował z pracy w rządzie po konflikcie z premierem na tle polityki podatkowej. Opowiadał się za integracją Malty z Unią Europejską, zasiadał w komisji wspólnej parlamentów Europejskiego i maltańskiego, a w latach 1997–1998 był przewodniczącym tej komisji. W 1998 ogłosił wycofanie się z życia politycznego.
Publikował jako dziennikarz m.in. w organie Partii Pracy „Il Helsien”, był autorem korespondencji dla „The Guardian” i „The Observer”. Tworzył głównie krótkie formy literackie; ogłosił kilka zbiorów opowiadań, poezji i esejów politycznych, a także pamiętniki. Był laureatem nagród literackich. W 2008 został odznaczony Narodowym Orderem Zasługi.
Był żonaty (Vivienne z domu Azzopardi), miał czworo dzieci (Noelle, Bertrand, Lara, Lincoln).